# Джанкарло Мароккі
Джанкарло Мароккі (італ. Giancarlo Marocchi, * 4 липня 1965, Імола) — колишній італійський футболіст, півзахисник. По завершенні ігрової кар'єри — спортивний функціонер, футбольний коментатор.
Як гравець насамперед відомий виступами за клуби «Болонья» та «Ювентус», а також національну збірну Італії.
Чемпіон Італії. Дворазовий володар Кубка Італії. Володар Суперкубка Італії з футболу. Дворазовий володар Кубка УЄФА. Переможець Ліги чемпіонів УЄФА. Володар Кубка Інтертото.

## Клубна кар'єра
Вихованець футбольної школи клубу «Болонья». Дорослу футбольну кар'єру розпочав 1982 року в основній команді того ж клубу, в якій провів шість сезонів, взявши участь у 171 матчі чемпіонату. Більшість часу, проведеного у складі «Болоньї», був основним гравцем команди.
Своєю грою за цю команду привернув увагу представників тренерського штабу клубу «Ювентус», до складу якого приєднався 1988 року. Відіграв за «стару синьйору» наступні вісім сезонів своєї ігрової кар'єри. Граючи у складі «Ювентуса» також здебільшого виходив на поле в основному складі команди. За цей час виборов титул чемпіона Італії, ставав володарем Кубка Італії (двічі), володарем Кубка УЄФА (двічі), переможцем Ліги чемпіонів УЄФА.
Завершив професійну ігрову кар'єру у клубі «Болонья», у складі якого вже виступав раніше. Прийшов до команди 1996 року, захищав її кольори до припинення виступів на професійному рівні у 2000. За цей час додав до переліку своїх трофеїв титул володаря Кубка Інтертото.

## Виступи за збірну
1988 року дебютував в офіційних матчах у складі національної збірної Італії. Протягом кар'єри у національній команді, яка тривала 4 роки, провів у формі головної команди країни 11 матчів. У складі збірної був учасником чемпіонату світу 1990 року в Італії, на якому команда здобула бронзові нагороди.
| Дата       | Місто     | Господарі  | Результат | Гості      | Турнір            | Голи | Примітки         |
| ---------- | --------- | ---------- | --------- | ---------- | ----------------- | ---- | ---------------- |
| 22/12/1988 | Перуджа   | Італія     | 2 – 0     | Шотландія  | товариський матч  | -    |                  |
| 29/03/1989 | Сібіу     | Румунія    | 1 – 0     | Італія     | товариський матч  | -    | вийшов на 51'    |
| 22/04/1989 | Верона    | Італія     | 1 – 1     | Уругвай    | товариський матч  | -    |                  |
| 20/09/1989 | Чезена    | Італія     | 4 – 0     | Болгарія   | товариський матч  | -    | замінений на 68' |
| 11/11/1989 | Віченца   | Італія     | 1 – 0     | Алжир      | товариський матч  | -    |                  |
| 21/02/1990 | Роттердам | Нідерланди | 0 – 0     | Італія     | товариський матч  | -    |                  |
| 31/03/1990 | Базель    | Швейцарія  | 0 – 1     | Італія     | товариський матч  | -    |                  |
| 26/09/1990 | Палермо   | Італія     | 1 – 0     | Нідерланди | товариський матч  | -    |                  |
| 17/10/1990 | Будапешт  | Угорщина   | 1 – 1     | Італія     | Відбір до ЧЄ 1992 | -    |                  |
| 22/12/1990 | Лімасол   | Кіпр       | 0 – 4     | Італія     | Відбір до ЧЄ 1992 | -    |                  |
| 13/02/1991 | Терні     | Італія     | 0 – 0     | Бельгія    | товариський матч  | -    |                  |
| Усього     |           | Матчів     | 11        |            | Голів             | 0    |                  |

## Титули і досягнення
- Чемпіон Італії (1):

«Ювентус»: 1994–95
- Володар Кубка Італії (2):

«Ювентус»: 1989–90, 1994–95
- Володар Суперкубка Італії з футболу (1):

«Ювентус»: 1995
- Володар Кубка УЄФА (2):

«Ювентус»: 1989–90, 1992–93
- Переможець Ліги чемпіонів УЄФА (1):

«Ювентус»: 1995–96
- Володар Кубка Інтертото (1):

«Болонья»: 1998
- Бронзовий призер чемпіонату світу: 1990